# Provincia di Bazèga
La provincia di Bazèga è una delle 45 province del Burkina Faso, situata nella Regione del Centro-Sud. Il capoluogo è Kombissiri.

## Struttura della provincia
La Provincia di Bazèga comprende 7 dipartimenti, di cui 1 città e 6 comuni:

### Città
- Kombissiri

### Comuni
- Doulougou
- Gaongo
- Ipelcé
- Kayao
- Saponé
- Toécé